# Echeveria derenbergii
Echeveria derenbergii J.A.Purpus es una especie de planta suculenta de la familia de las crasuláceas.

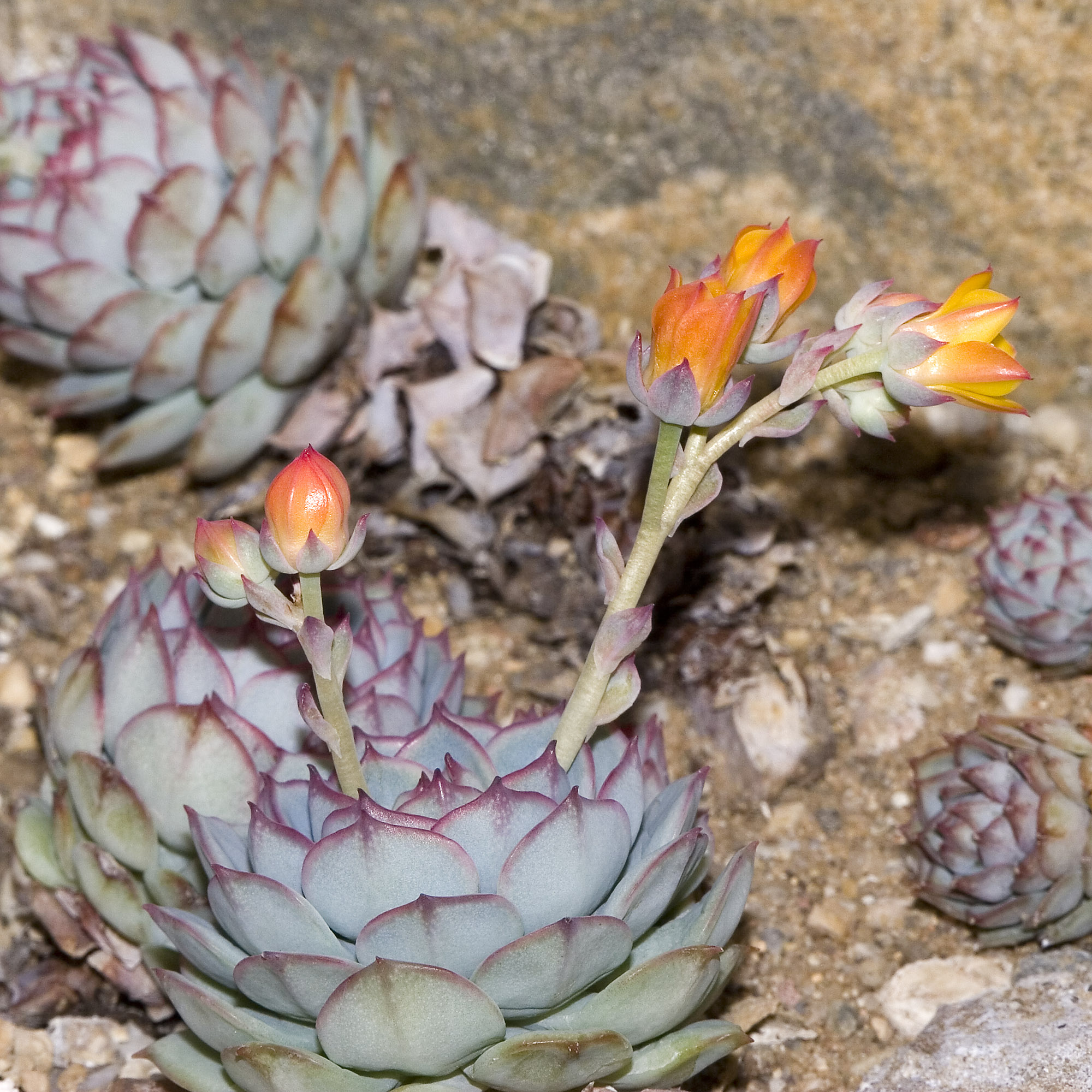
Detalle de la inflorescencia

## Distribución y hábitat
Echeveria derenbergii es nativa del suroeste de México (Oaxaca).

## Descripción
Aglutinación de rosetas suculentas que alcanzan los 5 cm de diámetro. Florece en verano, con flores en forma de campana, de color rojo por fuera y amarillo por dentro.

## Cultivo
Necesidades de riego: Riego moderado en verano, en invierno el agua suficiente para mantener el medio o maceta ligeramente húmedo. Esta Echeveria tiende a perder la parte inferior de hojas en la roseta en invierno. Es ventajoso  recortar la roseta cada primavera y reiniciarla como un nuevo corte.

## Taxonomía
Echeveria derenbergii fue descrita por Joseph Anton Purpus y publicado en Monatsschrift für Kakteenkunde 31: 8. 1921.
Etimología
Ver: Echeveria
derenbergii: epíteto otorgado en honor del botánico alemán Julius Derenberg.